# Dolbina exacta
Dolbina exacta är en fjärilsart som beskrevs av Otto Staudinger 1892. Dolbina exacta ingår i släktet Dolbina och familjen svärmare. Inga underarter finns listade i Catalogue of Life.

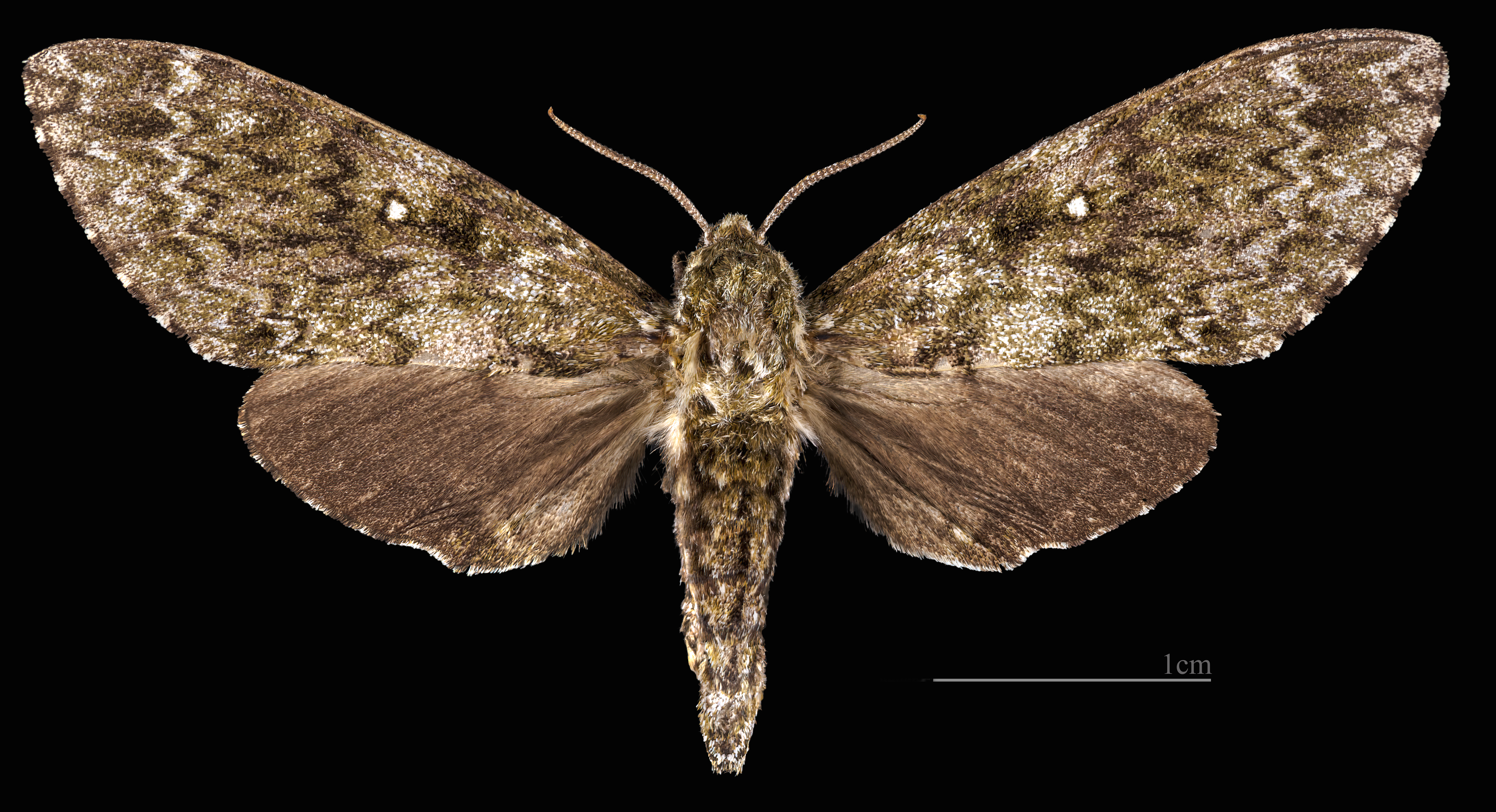
Dolbina exacta  ♀
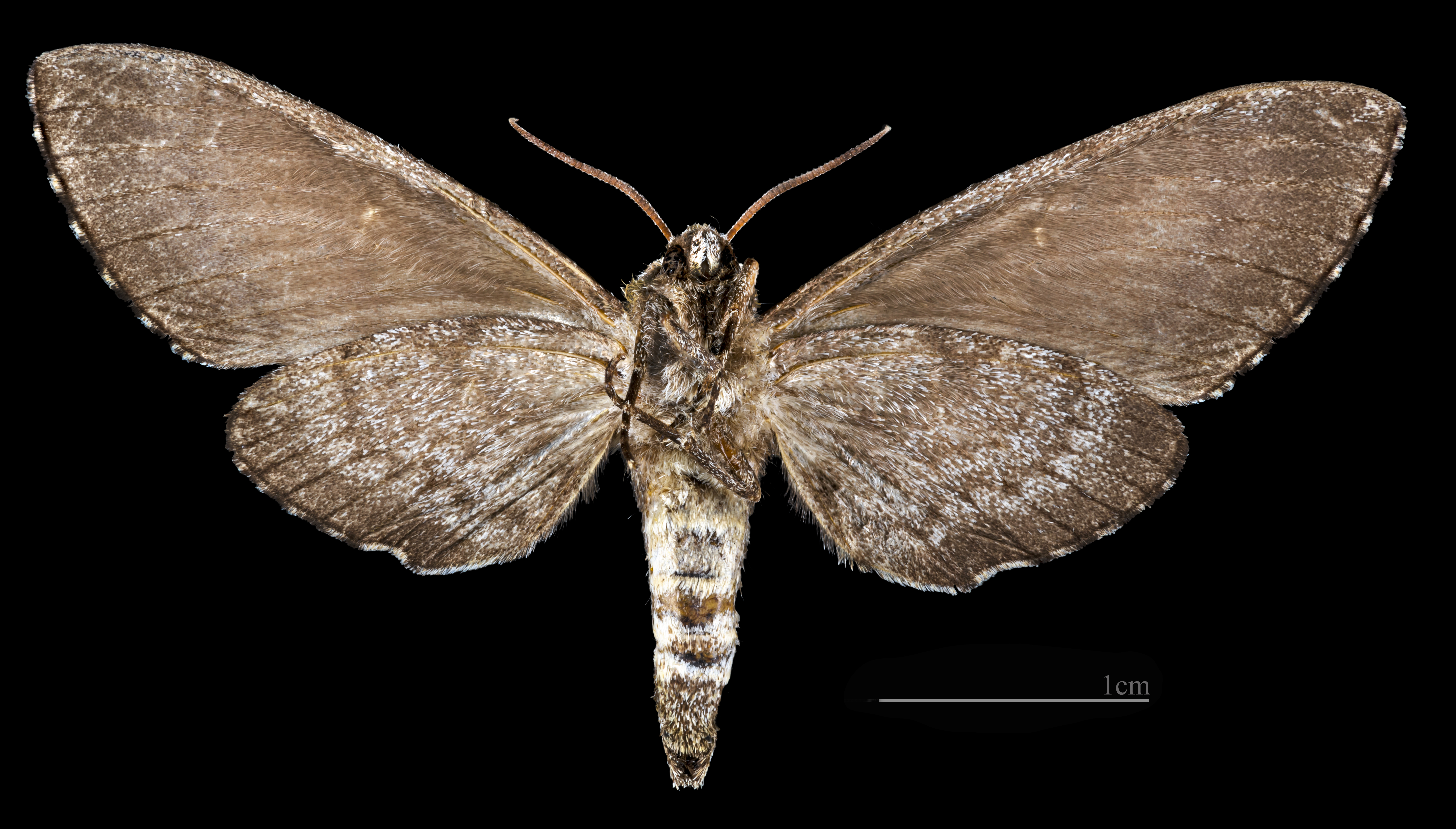
Dolbina exacta  ♀ △